# 巴凱河
巴凱河（羅馬化：Bakai）是烏克蘭中部的河流，屬於普肖爾河的左支流。該河發源自第二利曼，流經波爾塔瓦州的波爾塔瓦區，河道全長21公里，流域面積185平方公里。